# 世襲政治家
世襲政治家（せしゅうせいじか）は、世襲である政治家のこと。

## 概説
近代の代表民主政治においては、血統ではなく人民の選挙によって選ばれた政治家が国会議員（選良）として政治を担うこととなる。一方で、親が政治家であれば、選挙に当選して政治家となるためのさまざまなメリットを享受することとなり、そのようなメリットを活かした政治家が少なからず登場することとなる。このような政治家が、比喩的に「世襲」であると呼ばれる。場合によっては、数代にわたって有力な政治家を輩出する家系すら登場する。また、政治家一族が政治家一族、更には大資本家や貴族と婚姻を通じて閨閥として関係が強化される例もみられる。
世襲政治家については、既存政治家の事実上の家業となる一方で、既存政治家と縁戚関係がない人材の立候補を事実上妨げているという批判があり、また政治団体の世襲による相続税逃れなどが指摘されている。こうした批判がある一方で、世襲を容認しその候補を議員にするのは有権者であるという擁護論もある。一部の政党では、選挙区の地盤を世襲した候補の擁立を自粛している。
政治家の家庭で育つことから早くから政治に目覚め、親の知名度や人脈、支持基盤、財力をうまく活かして若いうちから実績を積むのには有利である。親の秘書等を経て政治家となるケースもある。また、若年で政界入りすることもできる世襲政治家は当選回数を重ねることで政治的影響力を増大させ、若くして政界入りすることが難しい非世襲の政治家よりも優位性がある。
世襲議員と非世襲議員の被説明変数を基準にしたパフォーマンス指標には、質問主意書提出数を除いて 有意な差は見られないとする研究もある。
また独裁政治が行われている国家においては、君主国ではない場合にも権力基盤が引き継がれ、最高指導者等の政権要職者について事実上の世襲が行われることがある。

## アジア

### 日本
日本では、大日本帝国憲法下に設置されていた貴族院が世襲制議員などにより構成されていた（ただし単純に門地だけで議員になれたのは皇族と、侯爵以上の爵位の議員のみであり、伯爵以下については同爵者による選挙があった）。日本国憲法が施行された1947年以降は、全ての公職政治家が選挙により国民の信任によって選出されている。
世襲でよく用いられる手法は、有力議員が次の選挙の数ヶ月前に引退を表明して、後継者として子や孫を指名するものである。他の候補に準備期間を与えないために引退・後継者指名を選挙直前まで遅らせるが、この手法はアンフェアだとの指摘がある。指名された後継者は、党の支部などから公認を得て、次の選挙を戦うことになる（党の支部といっても小選挙区支部長は当の世襲させようとする有力議員であることがほとんどである。江藤隆美が引退して江藤拓に世襲させようとした際には県連で「親父が支部長で支部推薦候補が息子なんて話は通らない」と問題になったが結局通過している）。後継者の指名前に世襲となる後継者を秘書として働かせている事例も多い。その一方で、世襲候補として擁立されて当選した世襲政治家が「自分は政治家に向いていない」などの理由で、高齢や病気でもないのに国会議員在職中に次回選挙への不出馬表明という形で引退表明して世襲を終わらせる例もある（例: 63歳の久野統一郎、52歳の木村隆秀）。
また政治家を引退しないまま子や兄弟姉妹を別の選挙（または選挙区）に立候補させる場合もあるが、こちらは後継者という意味合いは薄まる（例: 鳩山威一郎参議院議員と鳩山邦夫衆議院議員・中曽根康弘衆議院議員と中曽根弘文参議院議員・石原慎太郎衆議院議員と石原伸晃衆議院議員・河野洋平衆議院議員と河野太郎衆議院議員・安倍晋三衆議院議員と岸信夫衆議院議員・羽田孜衆議院議員と羽田雄一郎参議院議員）。政治家一家は子どもが生まれた時から選挙に出ることを想定しているためか、自書式投票である日本においては難しい漢字を用いた読みにくい名前は極力避けられ、平易な漢字で多くの人が読みやすい名前をつけたり、名前の一文字を共通させる（通字）など親子関係がはっきりとわかる名前をつける例が多い。中には立候補の際に先代の名前に改名する例もある（例: 岡田春夫・山村新治郎・中村喜四郎）。
選挙区が違う場合など、世襲で受け継ぐ地盤がなく直接の恩恵を受けていない場合でも、世襲とみなされやすい。父笹川良一（大阪府選挙区選出）の退職から40年後に当選（立候補自体は父退職から26年後）した笹川堯（群馬県選挙区選出）も、選挙区が異なっており40年間の空白期間が存在するが、父親が国会議員ということで世襲政治家とみなされやすい。北海道選出の日本社会党衆議院議員である2代目岡田春夫は父親が北海道選出の立憲民政党衆議院議員であった初代岡田春夫であり、出身政党の性質が異なるが、選挙区が同じであり地盤を世襲したとして世襲とみなされやすい。
古くからの名家の子孫などが当該地域から立候補をして当選して政治家になる場合もその家系が注目されやすい。例として、細川氏から総理大臣になった細川護熙や、旧久留米藩主であり有馬伯爵家の当主である有馬頼寧が襲爵前に久留米から衆議院選挙に当選して衆議院議員になった例や、旧肥前鹿島藩主であり鹿島鍋島家の当主である鍋島直紹が佐賀県知事選挙に当選して佐賀県知事になった例などがある（いずれも公選政治家の子ではない）。また長州藩士で島根県令・佐藤信寛の子孫が佐藤栄作、岸信介（旧姓佐藤。岸家へ養子入り）、岸信夫、岸信千世、安倍晋三である。
世襲政治家は、日本では長らく与党として政権を担当し、権力に近い立場にあった保守派、即ち自由民主党に多いが、日本社会党・民社党などにも若干の例が見られる（自民党は小泉政権下で安倍晋三幹事長が候補者公募制度を導入し、公認候補者の選定過程に変化が見られたが、公募による候補者選定はあくまで補完的役割にとどまり、同じ新人であれば世襲候補者が優先的に公認を獲得する）。社会党では河上丈太郎、松本治一郎、江田三郎、山花秀雄、横路節雄などの幹部の実子・養子が政治家となっており、社会党から分裂した民社党や社会民主連合にも世襲政治家が存在した。また新自由クラブは幹部のほとんどが国会議員・地方議員を父に持つ世襲政治家であった（このことを理由に「新自由クラブは長持ちしない」と結党時に指摘した議員もいた。詳しくは中村寅太の項を参照）。自民党以外の政党にも世襲政治家は存在しており、民主党ではかつての最高幹部である鳩山由紀夫・小沢一郎・羽田孜はいずれも世襲政治家であった。一方、公明党と日本共産党には世襲政治家はほとんど存在しない。日本共産党は「“三バン”を受け継がない地方議員と国会議員では世襲とはなり得ない」と定義しており、共産党候補者の選挙費用は全額党が負担し、引退者が後継を指名したりもしないため、世襲国会議員は共産党にいないとする。また母川田悦子（2000年から2003年まで衆議院東京都第21区選出議員）の落選から4年後に当選した川田龍平（2007年から2013年まで参議院東京都選挙区選出議員、2013年から参議院比例区選出議員）も、世間的には母親より息子が先に知名度が高く注目を集めていた点はあるが、母親が国会議員であったことや選挙区が重複していたことや母親の秘書を務めていたことから川田も世襲政治家に入っている。
同一選挙区に複数の公認希望者が存在する場合は分裂選挙になることもある。後継者指名前に政治家が死亡した場合の弔い選挙においては分裂選挙が起こりやすい。例えば中川一郎が急死した際には、息子の中川昭一と秘書の鈴木宗男の分裂選挙になっている（当時は中選挙区制であったため結果的には両者とも当選）。
1990年代に導入された小選挙区制は、世襲議員を有利にしたと指摘される。90年代の政治改革後は世襲総理大臣の在任期間が圧倒的となった。
政権交代が起こった2009年の第45回衆議院議員総選挙では、自由民主党が歴史的大敗を喫したが、このとき自民党で当選した119人のうち世襲議員は50人と、非世襲議員よりも選挙に強いことを実証した。この結果、自民党衆議院議員に占める世襲議員の割合は、解散前の32％から42％、ほぼ4割となった。2017年10月の第48回衆議院議員総選挙の小選挙区当選者のうち、自民党は世襲議員が33％（218人中72人）を占めた。
なお、世襲候補が立候補した選挙で、世襲させた側の先代の政治家（中川昭一でいえば中川一郎）の名前を書いた投票については、世襲候補の得票とはならず無効票となるという事例が1950年の参議院選挙で存在する（櫻内義雄、小瀧彬の項を参照）。
2024年10月現在の世襲4世の政治家は古屋圭司、小泉進次郎、川崎秀人、林芳正(1代とび)、橘慶一郎(1代とび)、岸信千世である。
なお5世は鳩山二郎、鳩山紀一郎と平沼正二郎である。

#### 世襲制限
世襲候補は「三バン」を保持し（別地域の場合は地盤以外の二バン）、他の新人候補と比べて選挙戦に有利に臨む条件が揃っている。また引退に伴う世襲の際に、資金管理団体を非課税で相続できることも問題視されている（他の民間団体の資本金相続は相続税の納税対象に該当する）。封建領主（議員）と臣民（後援会）という封建制の変形という見方もある。
GHQ下の日本では公職追放令によって公職追放該当者の三親等内の親族と配偶者は一定期間は対象の職への就任が禁止される規定があったが、公選公職に関しては公職追放該当者以外の三親等の親族や配偶者は規制対象外だったため立候補することができ、公職政治家の世襲制限は行われなかった。世襲政治家を問題視する立場から、親族の選挙区からの立候補規制などの世襲立候補の法規制案が浮上するが、日本国憲法第14条「すべて国民は、法の下に平等であつて（中略）門地により、政治的、経済的又は社会的関係において、差別されない」や国会議員についてはさらに日本国憲法第44条「両議院の議員（中略）の資格は（中略）門地（中略）によつて差別してはならない」において「門地の差別」に該当し、法規制には憲法規定の問題が浮上する可能性が存在する。
2008年に、民主党は世襲立候補規制の法案作成に着手するが、先述の憲法規定の問題もあり世襲の立候補規制を断念し、世襲の制限については資金管理団体の世襲禁止を盛り込むことになった。また2009年には法案成立とは無関係に、党の内規として資金管理団体及び選挙区を親族に継がせる事は認めない旨を定めた。民主党は「制限される世襲」として以下の条件を全て満たす者と規定している。
1. 現職議員の配偶者及び三親等内の親族であること。
2. 当該議員の引退、転出に伴って連続立候補をすること。
3. 同一選挙区から立候補すること。

これから国政に参入する新人については、以上の条件を全て満たす場合これを公認候補としないことを決めた。ただしこの内規は第45回衆議院議員総選挙から適用されるものであり、これ以前に世襲した候補者に対しては遡及されるものではない。第46回衆議院議員総選挙で元首相の羽田孜が引退し、参議院議員・国土交通大臣だった子息の羽田雄一郎が後継出馬を表明した際には、この内規に抵触するとして出馬断念に至っている。
なお、第45回衆議院議員総選挙で福島1区から当選した石原洋三郎は父が2003年まで福島1区を地盤とする衆議院議員であった石原健太郎であるが、6年間の空白がある。民主党は同一選挙区でも6年間の空白があれば一等親の親族の立候補を認めている。また2003年衆院選と2005年衆院選は福島1区で石原健太郎の長男（石原洋三郎の兄でもある）である石原信市郎を公認候補として擁立しており（2回とも落選）、旧自由党時代も含めて福島1区から2000年衆院選、2003年衆院選、2005年衆院選、2009年衆院選と連続して石原一族を政党公認候補として擁立し続けていることになる。民主党は国政選挙で落選して国会議員になったことがない候補については世襲制限規定に含まれないとして、同一選挙区から世襲候補が連続して立候補することを認めた。他にも、石井登志郎（兵庫7区当選議員）が養父(伯父)の石井一（2005年まで衆議院兵庫1区選出議員・2007年当選参議院議員）と選挙区は重なっていないが同一県内の選挙区において衆議院立候補に限れば4年間の空白期間を経て世襲をした例や菅川洋（広島1区立候補・復活当選）は父の菅川健二（2001年まで参議院広島県選挙区選出議員）と衆参は異なるが選挙区が重複する中で8年間の空白期間を経て世襲をした例や高橋英行（愛媛4区選出議員）は祖父の高橋英吉（1969年まで衆議院旧愛媛3区選出議員）と40年の空白期間を経て世襲した例があった。
制限の対象となるのはあくまでも「現職議員」の後継者に限られていたため、第47回衆議院議員総選挙では新潟6区において前回総選挙で落選し政界を引退した筒井信隆の娘婿である梅谷守が後継として筒井に続き民主党公認で立候補した(落選、その後2021年の第49回衆議院議員総選挙で初当選)。
この内規は民進党でも踏襲されたが、その事実上の後身にあたる立憲民主党には引き継がれておらず、結党後初の国政選挙となる2021年4月に行われた羽田雄一郎の死亡に伴う参議院長野県選挙区補欠選挙では雄一郎の弟にあたる羽田次郎が公認され当選した。さらに第49回衆議院議員総選挙に際して当時の党代表であった枝野幸男は「世襲だからと機械的に否定するのは硬直的だ」と述べ、一律に世襲制限は設けず候補者ごとに判断する考えを示した。同選挙では北海道3区で荒井聰の後継として長男の荒井優が公認され、比例復活当選している。
自民党も第45回総選挙から世襲制限を試みたが、検討段階で既に自民党の公認を得ていた千葉1区の臼井正一（父が臼井日出男）と神奈川11区の小泉進次郎（父が小泉純一郎）の2名はそのまま公認され、世襲制限については当面期限を定めないとすることとした。ところが解散後に自民党が示したマニフェストでは「次回（第46回）総選挙から世襲制限を行う」旨が記述された（制限される条件と、遡及しない点については民主党と同じ）。さらにマニフェスト決定後に青森1区の公募候補者として決定された津島淳（父が津島雄二）は党本部の公認を得られず、対応が二転し、結果として候補者によってまちまちの対応をとる事になった。2009年衆院選後に登場した自民党新執行部は「世襲制限は尊重しつつも、候補者選定において世襲を優遇せずに広く人材を集める公募制の観点から議論する」とし、世襲制限の議論を白紙に戻す考えを明らかにした。2010年参院選では「世襲候補に無原則な公認または推薦はしない」ことを公約に盛り込んだ。引退する若林正俊の後継者として公募を経て長男の若林健太が、立候補を表明していた青木幹雄が選挙直前に病気が発覚して不出馬を表明した際には島根県連が緊急に長男の青木一彦がそれぞれ公認候補とされ、2人とも当選を果たした。2011年1月、自民党は衆院選のマニフェストを修正し、各都道府県連が行う公募のプロセスを経ることを条件に世襲制限を撤回する方針を固めた。結果として津島が自民党において世襲制限により公認が見送られた唯一の例となった。
第46回総選挙の後継者選定において公募をおこなった際に大物政治家が引退することによる世襲候補（群馬4区の福田康夫の長男である福田達夫、広島4区の中川秀直の次男である中川俊直、北海道12区の武部勤の長男である武部新、奈良4区の田野瀬良太郎の次男である田野瀬太道、香川3区の大野功統の長男である大野敬太郎）がメディアから批判された。応募者が1人だけだった群馬4区を除いた4選挙区では応募した候補者は複数いたが、広島県連・北海道連・香川県連は3選挙区で世襲を候補とすることを決定した。執行部は世襲批判をかわすために公認候補に関する党員投票を求めたが4道県連が反発した。最終的に世襲1人に絞っていなかった奈良県連では奈良4区の田野瀬の次男と他1人を党員投票を行ったが、4道県連では党員投票が行われないまま世襲を候補とすることを決定し、奈良県連でも党員投票で田野瀬が圧勝したことから世襲である田野瀬を候補とすることが決定した。自民党執行部は「公募で新人候補を約100人決め、世襲は1割弱」としているが、「世襲にお墨付きを与えるだけの『なんちゃって公募』だ。自民党の古い体質は変わっていないと思われ、最悪だ」（若手議員）、「出来レース」（党関係者）との声もある。同選挙では前回落選していた津島も自民党に公認され当選した。

### インド
初代インド首相ジャワハルラール・ネルーの娘インディラ・ガンディーと孫ラジーヴはともに首相に就任しており、イタリア出身のラジーヴの妻ソニアまでインド国民会議党首に就任している。インディラの次男サンジャイも政治家で、その妻メーナカーは環境大臣を歴任した。ジャワハルラールの父モティラル・ネルーも有名な国民会議派の政治家であり、ラジーヴとソニアの子ラーフルとサンジャイとメーナカーの子ヴァルンも下院議員である（ただし、ラーフルはインド国民会議・ヴァルンはインド人民党所属）。
この状況は「ネルー・ガーンディー王朝」ともいわれている。

### バングラデシュ
ムジブル・ラフマンの娘のシェイク・ハシナは首相になった。

### スリランカ
ドン・スティーヴン・セーナーナーヤカの息子のダッドリー・シェルトン・セーナーナーヤカは首相になった。

### シリア
第4代大統領ハーフィズ・アル＝アサドは30年に渡る独裁体制を構築し、2000年の死後、息子のバッシャール・アル＝アサドが大統領職に就任した。

### シンガポール
シンガポール首相リー・シェンロンの父親は建国当時の首相リー・クアンユーである。

### カンボジア
フン・センの息子のフン・マネットは首相になった。

### 大韓民国
朴槿恵元大統領の父親は朴正煕である。また、国会議員などにも鄭一亨・鄭大哲・鄭皓駿の三世代、趙炳玉・趙尹衡・趙舜衡の親子、金大中・金弘一・金弘業・金弘傑の親子、南平祐・南景弼の親子、鄭石謨・鄭鎮碩の親子、劉守鎬・劉承旼の親子、李重載・李鍾九の親子、柳致松・柳一鎬の親子、張聖万・張済元の親子、金鎮載・金世淵の親子、金尚栄・金星坤の親子、金相賢・金映豪の親子、盧承煥・盧雄来の親子、金哲・金ハンギルの親子、鄭雲甲・鄭宇沢の親子らがいた。

### 中華人民共和国
中国共産党の高級幹部子弟は太子党と呼ばれ、政治を担う党幹部に多くが進出している。有名な例では、胡錦濤の後継者として総書記に就任した習近平は全人代常務副委員長を務めた習仲勲の息子であるほか、文化大革命当時には紅五類・黒五類といったアイデンティティ政治が激化し「親が革命家なら子供も赤い。親が反革命なら子供も黒い」という理論が盛んに喧伝された。

### 中華民国
2016年の立法選挙では、365人の候補者のうち63人が政治家一族出身であり、40人は元政治家の子供だった。台湾の22の市と郡の中で、政治的背景を持つ政治家の割合は24.6%だという。総統を務めた蔣経国の父は同じく総統を務めた蔣介石であり、蔣経国の孫の蔣万安も台北市長を務めている。

### 朝鮮民主主義人民共和国
北朝鮮では最高権力が金日成―金正日―金正恩と世襲されている。社会主義国では珍しく君主制・絶対王政のように首脳部の世襲が行われており、また首脳部の家族が政治的要職についていることから「金王朝」と揶揄される。社会主義国で最高権力が世襲されていた国家としては北朝鮮以外にはキューバがあるが、キューバはフィデル・カストロの実弟であるラウル・カストロがカストロ家以外からミゲル・ディアス＝カネルを後継者に指名したため、カストロ王朝は金王朝と異なり2代で終止符を打った。北朝鮮ではこの他に「出身成分」と呼ばれる血統による人民支配が行われている。

### アゼルバイジャン
ソ連構成国から独立したアゼルバイジャンでは独立時の大統領ヘイダル・アリエフの息子イルハム・アリエフが後を継ぐ事実上の世襲が行われている。

### トルクメニスタン
第2代大統領グルバングル・ベルディムハメドフは2022年に若者への権力委譲を理由に辞任し、同年の大統領選挙によって、息子のセルダル・ベルディムハメドフが大統領職に就任した。

### フィリピン
2010年に大統領となったベニグノ・アキノ3世上院議員は、父がベニグノ・アキノ・ジュニア元上院議員、母がコラソン・アキノ元大統領である。また、父方の祖父であるベニグノ・アキノ・シニアも政治家として活躍した。ベニグノ3世の前の大統領グロリア・アロヨも、元大統領ジョスダド・マカパガルの娘である。コラソンの下で副大統領を務めたサルバドール・ラウレルも、父が第二次世界大戦中のフィリピン大統領を務め大東亜会議にも出席したホセ・ラウレルであり、コラソン・アキノ政権で国防相を務めコラソンの次の大統領となったフィデル・ラモスも父が外相である。結局、フェルディナンド・マルコス政権崩壊以降の大統領で就任当時、血縁に有名政治家がいなかったのは、俳優として有名になったタレント政治家のジョセフ・エストラーダが唯一の例である（後に妻のルイサと息子のジンゴイはフィリピン上院議員に当選している）。
ロドリゴ・ドゥテルテも娘や息子をロドリゴの前任のダバオ市長やその副市長を歴任している。
長く独裁体制が続いたフェルディナンド・マルコス政権下では、妻のイメルダがマニラ首都圏知事や閣僚を歴任したばかりか、長女アイミーや長男ボンボンが政府系団体の要職に就いた。エドゥサ革命でマルコス一族は政権を追われたものの、その後復権を果たし、現在ではアイミーが下院議員、ボンボンが北イロコス州知事、フィリピン大統領となっている。
アテネオ大学の調査では、州知事の81%、下院議員の78%、市町長でも69%が世襲もしくは一族の関係者であり、世襲が高い地域では貧困率が高いことが指摘されている。

## ヨーロッパ

### イギリス
イギリスの貴族院では、世襲貴族と呼ばれる貴族は世襲によって政治家を引き継ぐことが可能であった。保守党議員が圧倒的であった世襲貴族が、世襲により議席を確保し続けることは、労働党政権にとっては民意を反映しない障害になるため、1997年の総選挙で圧倒的な勝利を収めたブレア首相の労働党政権によって世襲議員制度の改革がなされ、世襲貴族については互選などで選ばれた92人のみに限定されることとなった。庶民院では、日本とは異なり立候補するのに地元や出身地の選挙区から出る事は多くなく、議員が当選しやすい選挙区を選んだり、頻繁に選挙区替えをする文化があるため、わざわざ子が親と同じ選挙区を選ぶ事はほとんど無い。例えばウィンストン・チャーチルの父ランドルフも庶民院議員であったが、選挙区は異なっており、ウィンストンは5つの選挙区を渡り歩いている。

### ギリシャ
第一次世界大戦前から両大戦間にかけて断続的に首相を務めたエレフテリオス・ヴェニゼロスの次男であるソフォクリスも、戦後に首相を務めた。また、共和制移行後に首相を務めたコンスタンディノス・ミツォタキスはエレフテリオスの甥にあたる。
2011年まで首相を務めたゲオルギオス・アンドレアス・パパンドレウは、父アンドレアスも1980年代から1990年代に首相を務めている。また祖父ゲオルギオス・パパンドレウも、戦後に何度も首相を務めた。パパンドレウの前の首相だったコスタス・カラマンリスも、コンスタンディノス・カラマンリスの甥にあたる。
キリアコス・ミツォタキスも父はコンスタンディノス・ミツォタキス元首相、姉ドラ・バコヤンニも2006年から2009年まで外相を務めた。

### フランス
ジャン＝マリー・ル・ペンの娘であるマリーヌ・ル・ペンと、孫（マリーヌの姪）であるマリオン・マレシャル＝ルペンは、それぞれ2012年フランス議会総選挙で議員になる。ル・ペン親子は「国民戦線」の党首も2代にわたって務めている。

### ルーマニア
ルーマニア社会主義共和国時代、ニコラエ・チャウシェスク大統領は息子のニク・チャウシェスクを要職に就けていたが、世襲が実現する前に社会主義体制自体が崩壊した。

## 北アメリカ

### アメリカ
他の先進国と同様、アメリカの選挙でも大金を動かす資産力が必要となるため、同一の一族から多数の政治家を輩出することが多い。特に、ジョン・F・ケネディ第35代大統領のケネディ家や、ジョージ・H・W・ブッシュ第41代大統領とジョージ・W・ブッシュ第43代大統領のブッシュ家などの一族から出た政治家は数多い。大統領や連邦議会議員・州知事などの政治家を多く出す一族を揶揄して「王朝」と呼ばれることもあるが、当事者達はそう呼ばれることを嫌っている。
ブッシュ家のほかに親子で大統領になった例は、アダムズ家の第2代大統領ジョン・アダムズと第6代大統領ジョン・クィンシー・アダムズの親子がある。

### カナダ
ピエール・トルドーの息子であるジャスティン・トルドーは首相になった。

## 南アメリカ

### ペルー
アルベルト・フジモリの子供であるケイコ・フジモリ、ケンジ・フジモリは国会議員である。ケイコは親子2代の大統領を目指したが対立候補に敗れた。

## アフリカ

### ガボン
第2代大統領オマール・ボンゴ・オンディンバは、息子のアリー・ボンゴ・オンディンバを外務大臣や国防大臣の要職につけていた。オマールが2009年に死亡すると、アリーは大統領選挙に出馬し、大統領職に就任している。

### ケニア
第4代大統領ウフル・ケニヤッタは、初代大統領ジョモ・ケニヤッタの息子である。

### トーゴ
第3代大統領のニャシンベ・エヤデマは独裁政権を築き、2005年の死後にトーゴ軍が息子のフォール・ニャシンベを大統領に擁立した。アフリカ諸国を始めとする国際社会の反発を受けて大統領を辞任したものの、大統領選挙によりフォール・ニャシンベは正式に大統領に就任した。

### ボツワナ
第4代大統領のイアン・カーマは、初代大統領であるセレツェ・カーマの息子である。なお、カーマ家はボツワナ国内の有力部族の旧王家でもある。